# 鏡味健二郎
鏡味 健二郎（かがみ　けんじろう、1935年3月21日 - 2020年5月16日）は、日本の太神楽曲芸師。本名：鈴木 茂男。東京都台東区出身。実父は、5代目古今亭今輔。太神楽曲芸協会および落語芸術協会（参与）会員。

## 来歴
- 1935年、五代目古今亭今輔の二男として生まれる。
- 1947年、父親が「落語は人気が出ない」と見込み、曲芸師にさせるため、鏡味時二郎に師事させる。
- 1948年、初舞台。
- 1951年、鏡味次郎、孝司（亭号不明）とキャンデーボーイズを結成する。以後、芸術協会の寄席に出演。
- 1955年、三代目鏡味小仙（現在の仙翁、江戸太神楽十三代目家元）がキャンデーボーイズに参加。
- 1959年、小仙が脱退。
- 1970年、翁家喜楽が参加。
- 1992年、喜楽が娘の喜乃とコンビを組むため、キャンデーブラザースとコンビ名を改称。
- 2007年、鏡味次郎死去以降は、1人で活動を行っていた。
- 2016年9月15日、浅草演芸ホールでの高座が最後の寄席出演となる。以降は事実上寄席への出演は引退状態となった。なお、2019年の正月初席では「寿獅子」で太鼓演奏を披露していた[1]。
- 2020年5月16日、中咽頭がんのため、東京都の自宅で死去[1][2]。85歳没。

### 兄弟弟子
- 鏡味次郎…1932年生まれ、1945年入門。師である鏡味時二郎は実の父親。
- 鏡味繁二郎…1943年生まれ、1956年入門。
- 鏡味勇二郎…1944年生まれ。1955年入門。

繁二郎、勇二郎はボンボンブラザースを結成し、現在も寄席の高座に上がっている。